# Dan Sparks
Daniel E. Sparks, detto Dan (Bloomington, 17 aprile 1945), è un ex cestista e allenatore di pallacanestro statunitense, professionista nella ABA.

## Carriera
Venne selezionato dai Cincinnati Royals al quarto giro del Draft NBA 1968 (41ª scelta assoluta).
Da allenatore ha guidato gli Stati Uniti ai Campionati americani del 2001.